# Намивні споруди

Намивна дамба гідровідвалу.

Намивні споруди (рос. намывные сооружения; англ. hydraulic fill structures, нім. Anspülbauten m pl, Schwemmbauten m pl) — земляні споруди, в тіло яких ґрунт подається і укладається з допомогою води (намиванням).
З використанням засобів гідромеханізації споруджують Н.с.: автошляхові і залізничні насипи, окремі майданчики, гідровідвали, дамби обвалування, греблі та ін.
Природні Н.с. — намивний берег, намивний острів, намивні ґрунти тощо.